# Batu Ampar (Kedurang)
Batu Ampar is een bestuurslaag in het regentschap Bengkulu Selatan van de provincie Bengkulu, Indonesië. Batu Ampar telt 647 inwoners (volkstelling 2010).